# Hilal Alsahil SC
Der Hilal Alsahil Sports Club ist ein sudanesischer Sportklub aus der Hafenstadt Bur Sudan.

## Geschichte
Der Klub wurde am 5. Februar 1937 gegründet. Der erste und einzige Meistertitel gelang dann in der Saison 1992. So qualifizierte man sich auch für die Ausgabe 1993 des African Cup of Champions Clubs, wo man aber in der ersten Runde gegen Sunrise Flacq United aus Mauritius ausschied. Als Finalverlierer im nationalen Pokal der Saison 1995 durfte man dann noch einmal am CAF Cup der Spielzeit 1995 teilnehmen. Hier schied man aber auch direkt in der ersten Runde aus, diesmal gegen den ugandischen Klub Kampala Capital City Authority.
In den Jahren danach gelang aber kein größerer Erfolg mehr und man verschwand auch so aus der oberen Tabellenregion. Trotzdem konnte man sich danach noch lange in der obersten Spielklasse halten. Nach der Saison 2012 stieg man mit 27 Punkten dann jedoch schlussendlich ab. Erst zur Saison 2020/21 gelang dann wieder eine Rückkehr in die höchste Liga des Landes. Am Ende der Spielzeit 2022 platzierte man sich sogar mit 48 Punkten auf dem dritten Platz. Damit qualifizierte man sich auch für die Saison 2022/23 des CAF Confederation Cup.